# Pälskrämskinn
Pälskrämskinn (Hypochnicium polonense) är en svampart som först beskrevs av Giacopo Bresàdola, och fick sitt nu gällande namn av Å. Strid 1975. Pälskrämskinn ingår i släktet Hypochnicium och familjen Meruliaceae.  Arten är reproducerande i Sverige. Inga underarter finns listade i Catalogue of Life.